# Pokrzywno (powiat grudziądzki)

Grunwaldzka chorągiew Pokrzywna

Pokrzywno – wieś w Polsce położona w województwie kujawsko-pomorskim, w powiecie grudziądzkim, w gminie Gruta.

## Podział administracyjny
W latach 1975–1998 miejscowość należała administracyjnie do województwa toruńskiego.

## Demografia
Według Narodowego Spisu Powszechnego (III 2011 r.) wieś liczyła 366 mieszkańców. Jest szóstą co wielkości miejscowością gminy Gruta.

## Położenie
Przez wieś przechodzi droga wojewódzka nr 534.

## Zamek w Pokrzywnie
Główna atrakcją turystyczną wsi są ruiny zamku krzyżackiego z XIII wieku, wpisane do rejestru zabytków NID pod nr A/579 z 18.10.1934.